# Cretodromia
Cretodromia – wymarły rodzaj owadów z rzędu muchówek i rodziny Atelestidae, obejmujący tylko jeden znany gatunek: Cretodromia glasea.
Rodzaj i gatunek opisane zostały w 1999 roku przez Davida A. Grimaldiego i Jeffreya M. Cumminga. Opisu dokonano na podstawie inkluzji samca, pochodzącej z kampanu w kredzie. Odnaleziono ją w jeziorze Cedar w kanadyjskiej Manitobie.
Muchówka ta miała ciało długości 1,75 mm przy tułowiu szerokości 0,53 mm. Głowa jej była półkulista, o wielkich, holoptycznych oczach ze zróżnicowaną wielkością omatidiów w części górnej i dolnej. Czułki zaopatrzone były w osadzoną przedwierzchołkowo aristę. Wierzch tułowia był silnie garbowaty. Skrzydła były wąskie miały 1,36 mm długości i małe płaty analne. Ich użyłkowanie charakteryzowało się: zakończoną tuż za żyłką medialną M1+2 żyłką kostalną, nierozwidloną żyłką radialną R4+5, brakiem komórki bazymedialnej, dyskoidalnej i posterokubitalnej, szczytem komórki bazyradialej uformowanym przez krótki sektor radialny i powracającą żyłkę poprzeczą radialnomedialną, pierwszą gałęzią przedniej żyłki kubitalnej wychodzącą z nasady komórki bazyradialnej i sięgającą prawie krawędzi skrzydła oraz brakiem żyłki analnej. Męskie narządy rozrodcze miały głęboko wcięte i podzielone pośrodku epandrium, płatowate przysadki odwłokowe i fallus zwieńczony nicią końcową.